# Une fleur à la bouche
Une fleur à la bouche (internationaler Titel A Flower in the Mouth) ist ein teil-dokumentarischer Film von Éric Baudelaire. Der Film hat seine Weltpremiere am 12. Februar 2022 bei der Berlinale in der Sektion „Forum“. Das Drehbuch schrieb Baudelaire zusammen mit Anne-Louise Trividic nach dem Theaterstück Der Mann mit der Blume im Mund (1923) von Luigi Pirandello.

## Handlung
Porträtiert wird zunächst der Blumenmarkt im niederländischen Aalsmeer. Hier werden täglich Millionen Schnittblumen aus Afrika sortiert, vollautomatisch verpackt und bei Auktionen in großem Stil verkauft. Die Blumen sind Objekte des globalen Handels und verdeutlichen die ökologischen Probleme der industriellen Nutzung.
Es folgt ein fiktives Szenario um einen Mann mit einer Blume im Mund, womit metaphorisch ein Tumor gemeint ist. Somit erweist sich das Leben als endlich. Im Gespräch mit einem Unbekannten in einer Pariser Bar gelingt es ihm, die Verbindung zum Leben zu halten. Für ihn wie in den globalen Krisen der Gegenwart gilt: Die Zeit wird knapp.

## Produktion
Baudelaire wollte Pirandellos Stück bereits als 20-Jähriger adaptieren, nachdem er es in den frühen 1990er Jahren gesehen hatte, und trug die Idee schließlich 30 Jahre mit sich herum. Bei einer RAW Academy Session im Oktober 2019 in Dakar gab es die Initialzündung für die Umsetzung des Projekts. Bereits im Jahr zuvor hatte Baudelaire mit Claire Mathon Aufnahmen im Blumenmarkt in Aalsmeer gemacht, die er nun mit dem Stück von Pirandello verknüpfen wollte. Im Dezember 2019 begannen hierzu die Arbeiten am Drehbuch zusammen mit Anne-Louise Trividic.
Für die Besetzung einer der Rollen wurde schließlich der Dichter und Singer-Songwriter Oxmo Puccino ausgewählt. Baudelaire wollte während des Films keinen Schauspieler aus ihm machen, er sollte jedoch mit seinem Hintergrund den Text verkörpern. In der zweiten Rolle wurde Dali Benssalah besetzt, der seinem monologisierenden Konterpart eher zuhörend begegnet. Benssalah wurde als Schauspieler ausgewählt, der mit seiner physischen Präsenz die Leinwand füllt, auch wenn die Figur nur wenig Text hat.
Der Film ist eine Ko-Produktion des Jeonju International Film Festivals (Südkorea), Flaneur Films (Deutschland) sowie M141 und Proarti (Frankreich).

## Auszeichnungen und Nominierungen
- 2022: Internationale Filmfestspiele Berlin
  - Nominierung für den Caligari-Filmpreis (mit 4.000 Euro dotiert)[3]